# Pecho Cuchillo
El Pecho Cuchillo es una montaña de la sierra de Gádor, al sur de la provincia de Almería, España. Su vértice geodésico se encuentra a 1955 m s. n. m., aunque alcanza su cota máxima en el Alto del Castillejo, a 1975 m s. n. m. Administrativamente, se encuentra en el término municipal de Dalías 

## Descripción
Se trata de un macizo montañoso ubicado al suroeste de la sierra, con una cresta de orientación ONO-ESE. Al noreste, tiene laderas alomadas, de poco desnivel. En esta dirección se inicia la zona conocida como «El Pelao», una meseta por encima de los 1800 m y de escasa vegetación que conforma la parte alta de la sierra. Al suroeste, tiene laderas escarpadas con un gran desnivel, pasando de 400 m a más de 1900 m en apenas 5 km.
En su cresta hay tres cerros o cotas principales. El cerro situado más al oeste, con 1955 m de altura, es en el que se encuentra el vértice geodésico. El cerro central, desplazado al norte respecto a la cresta, alcanza 1971 m de altura. El más oriental, a una altitud de 1975 m, se conoce como Alto del Castillejo y es la mayor cota del macizo.
Sus características hacen que sea muy visible desde El Ejido y el suroeste del Campo de Dalías. Su forma y su visibilidad le proporcionan su nombre «Pecho Cuchillo».